# Ada Ehi
Ada Ogochukwu Ehi (nhũ danh Ndukauba), được biết đến với nghệ danh Ada, là một ca sĩ, nhạc sĩ, nghệ sĩ thu âm và trình diễn phúc âm quốc tế, người gốc Nigeria. Cô đã bắt đầu sự nghiệp âm nhạc từ năm 10 tuổi với vai trò ca sĩ phụ cho ngôi sao nhí, Tosin Jegede. Kể từ khi cô theo đuổi con đường âm nhạc chuyên nghiệp, dưới sự giúp sức của hãng thu âm Loveworld Records vào năm 2009, cô ngày càng trở nên nổi tiếng cả trong nước và quốc tế qua các bài hát và video âm nhạc của mình.

## Tiểu sử

### Đầu đời
Cô được sinh ra bởi Victor và Mabel Ndukauba, trong những năm tháng lớn lên cô cùng với ba anh em của mình thường nghe các bản thu phúc âm. Khi cô 10 tuổi, Ada được chọn là thành viên ban nhạc Girls của ngôi sao nhí người Nigeria, Tosin Jegede. Cô tốt nghiệp Đại học Bang Lagos, nơi cô học ngành Kỹ thuật Hóa học & Polyme, trong suốt thời gian cô đã tham gia vào Believers Loveworld Campus Fellowship. Sau khi gia nhập, cô tham gia nhóm Hợp xướng Đại sứ quán Christ, nơi cô lớn lên cho đến khi trở thành thành viên của Ban hợp xướng Christ Embassy Presidential Choir. Điều này đã tạo cho cô một nền tảng âm nhạc tốt để bắt đầu sự nghiệp âm nhạc quốc tế sau này.

### Sự nghiệp âm nhạc
Kể từ khi gia nhập nhóm hợp xướng Christ Embassy Choir, cô đã tích cực tham gia vào Music Ministry of Christ Embassy và đã biểu diễn tại các sự kiện quốc tế, một số chương trình được truyền hình khắp thế giới bao gồm Châu Âu, Châu Mỹ và một số quốc gia Châu Phi. Album đầu tay của cô Undenied được phát hành vào tháng 11 năm 2009. Tiếp đến là album thứ hai, Lifted & So Fly, album đĩa đôi, được phát hành vào tháng 11 năm 2013. Cô đã phát hành album phòng thu thứ ba có tên Future Now, vào ngày 16 tháng 10 năm 2017 và đứng vị trí số 1 trên iTunes Nigeria cùng ngày.

### Cuộc sống cá nhân
Cô đã kết hôn với Ehi Moses và họ có hai con.

## Danh sách

### Studio albums
- Undenied (2009)
- Lifted & So Fly (2013)

### Selected singles
- "I Overcame"
- "Only You Jesus"
- "Jesus (You are Able)"
- "I Testify"
- "Cheta"
- "In Your Name"
- "Our God Reigns"
- "Bobo Me"[10][11]

## Giải thưởng và chứng nhận
Năm 2017, cô được liệt kê trong danh sách "100 nhân vật Kitô giáo có ảnh hưởng ở Nigeria" của YNaija. Cô đã giành giải thưởng Groove 2017 cho Nghệ sĩ Tây Phi của năm; được đề cử cùng với Frank Edwards, Sinach, Joe Praize và Preachers. 